# Тенчинек
Тенчинек (пол. Tenczynek) — село в Польщі, у гміні Кшешовиці Краківського повіту Малопольського воєводства.
Населення — 3613 осіб (2011).

## Розташування
Село розташоване приблизно за 25 км на захід від центру Кракова та сполучається з південною частиною Кшешовіце.
Центр села знаходиться в долині Тенчинка, через яку протікає потік Ольшувка.

## Демографія
Демографічна структура станом на 31 березня 2011 року:
|          | Загалом | Допрацездатний вік | Працездатний вік | Постпрацездатний вік |
| -------- | ------- | ------------------ | ---------------- | -------------------- |
| Чоловіки | 1720    | 347                | 1186             | 187                  |
| Жінки    | 1893    | 344                | 1140             | 409                  |
| Разом    | 3613    | 691                | 2326             | 596                  |

## Уродженці
- Тадеуш Аркіт (* 1955) — польський політик.